# Kuppenheim
Kuppenheim è un comune tedesco di 7 639 abitanti, situato nel land del Baden-Württemberg.
La sua scuola (werner von siemens real shule) attua annualmente uno scambio culturale con l'istituto comprensivo di Filottrano (AN Italy) si tratta di un periodo diviso in due settimane in cui prima gli studenti tedeschi e poi quelli italiani (o viceversa) visitano l'altra nazione, ospitati dai corrispettivi partner, da poco si è anche gemellata con Filottrano e l'altra città (francese) che partecipa agli scambi culturali: Raon l'Etape.